# 高木三五郎
高木 三五郎（1880年2月24日〈明治13年2月24日〉 - ?）は、日本の柔術家である。号は柳振斎、名は愛民。

## 経歴
1880年2月24日（明治13年）東京市に高木芳雄の四男として生まれる。高木家は代々医師であり、三五郎も日本医学校 を卒業し医師免許を持っていた。
父の高木芳雄は天神真楊流を開いた磯又右衛門の弟子であり、高木三五郎は青年の時より天神真楊流を学び免許皆伝を受けた。天神真楊流の門人は数千人であり門弟中三段四段五段の腕前を有する者が多かった。
1921年（大正十年）～1925年（大正14年）まで警視庁の柔道整復師試験委員を務めていた。
高木三五郎は芝区内で信用が厚く芝区会議員を務めた。